# OSDS
OSDS（： O son do son），是韓國Sound Alliance旗下的四人EDM女子團體，成員包括Dal★Shabet前成員DALsooobin，以及Mukgang、Park Min Jeong、GoMaLSooK組成，組合於2025年4月24日推出數位單曲《Bluetooth》正式出道。

## 團體資料
前Dal Shabet成員朴秀彬、YouTuber張仁瑞、YouTuber金裕景、SOOP(原AfreecaTV)主播朴珉情組成了韓國首個EDM表演女子組合OSDS，他們的首支單曲《藍牙》將於24日下午6點發行。
女子團體OSDS將於26日在仁川Inspire娛樂度假村舉辦的世界著名EDM慶典「2025 EDC Korea」(Electric Daisy Carnival Korea)的象徵性舞台Kinetic Field上首次亮相。
曾擔任女子組合Dal Shabet成員、現擔任女子組合Ohson Do Son隊長的DJ Subin表示：能夠與Skrillex、Peggy Gou等我一直以來仰慕的藝術家們站在同一個舞台上，我感到非常高興。我正在和Ohson Do Son的成員們一起準備一個只有在EDC才能看到的特別舞台。

## 成員資料
| 成員列表   | 成員列表 | 成員列表 | 成員列表 | 成員列表     | 成員列表         | 成員列表 |
| 藝名       | 藝名     | 本名     | 本名     | 本名         | 出生日期 國籍    | 隊內擔當 |
| 英文       | 韓文     | 中文     | 韓文     | 羅馬拼音     | 出生日期 國籍    | 隊內擔當 |
| ---------- | -------- | -------- | -------- | ------------ | ---------------- | -------- |
| DALsooobin | 달수빈   | 朴秀彬   | 박수빈   | Park Subin   | 1994年2月12日 ·  | 尚未公布 |
| Mukgang    | 먹갱     | 金裕景   | 김유경   | Kim Yukyung  | 1994年11月10日 · |          |
| Minjeong   | 민정     | 朴珉情   | 박민정   | Park Minjung | 1995年4月6日 ·   |          |
| GoMaLSooK  | 고말숙   | 張仁瑞   | 정인서   | Jang Inseo   | 1995年4月21日 ·  | 忙內     |

## 發展歷程

### 出道前
DALsooobin（달수빈；也稱為 Subin 或 Suvin）是A2Z Entertainment旗下的韓國創作歌手和DJ，她是前女子團體Dalshabet和現女子團體OSDS的成員。
2011年1月6日，她以Dalshabet的主唱兼忙內身份，以該組合的首張迷你專輯《Supa Dupa Diva》出道。
2017年12月14日，Happyface娛樂宣布她將不再續約離開公司。不過她不會離開該組合。
2018年2月6日，KeyEast宣佈她已與該經紀公司簽約，2月18日，她佈布了自己的新藝名DALsooobin出道，她以該經紀公司和藝名Katchup的名義於3月5日發行了第一張專輯。
2020年9月3日，DALsooobin宣佈將參加MBN 綜藝節目《Miss Back》，該節目將跟隨一群以偶像團體出道但在公眾心目中逐漸被遺忘的女歌手，該節目的第一集於10月8日首播。
2023年7月28日，據報她已與A2Z娛樂簽訂專屬合同，以DJ SUVIN的名義恢復DJ活動。
2025年4月11日，Suvin被確定為即將成立的 EDM女子組合OSDS的成員。

### 2025年
2025年4月11日，OSDS 開設了他們的官方 Instagram帳戶，展示了團體標誌和個人資料照片，並確定Dalshabet成員DALsooobin 以及內容創作者GoMaLSooK、Park Min Jeong和 Mukgang是該團體的成員，她們介紹自己是首位 EDM女子組合。
4月12日，成員DALsooobin宣佈將於4月26日在 EDC Korea進行DJ表演，她透露OSDS將在她的表演中首次登台表演。

## 音樂作品

### 數位單曲
| 單曲 # | 單曲資料                                             | 曲目                                                                           |
| ------ | ---------------------------------------------------- | ------------------------------------------------------------------------------ |
| 1st    | 《Bluetooth》 - 發行日期：2025年4月24日 - 語言：韓語 | 曲目 1. Bluetooth 2. Cyber Scream 3. Bluetooth (Inst.) 4. Cyber Scream (Inst.) |

## 影音作品

### 音樂錄影帶
| 日期     | 歌名      | 影音   | 備註   |
| 2025年   | 2025年    | 2025年 | 2025年 |
| -------- | --------- | ------ | ------ |
| 04月24日 | Bluetooth | MV     | [ 17 ] |

## 外部連結
- OSDS的Instagram帳戶
- YouTube上的OSDS頻道

個人連結
- DALsooobin的Instagram帳戶
- Mukgang的Instagram帳戶
- Park Min Jeong的Instagram帳戶
- GoMaLSooK的Instagram帳戶